# Брянкустичи
Брянкустичи — село в Унечском районе Брянской области в составе Найтоповичского сельского поселения.

## География
Находится в центральной части Брянской области на расстоянии приблизительно 14 км на юг-юго-запад по прямой от районного центра города Унеча.

## История
Село (изначально Кустичи Бряновы) основано не позднее первой половины XVII века. Название произошло от слова «кустичи» — пригорки. Со дня основания Стародубского магистрата и до конца XVIII века село принадлежало магистрату, входило в Пятовскую волость. В 1859 году здесь (село Стародубского уезда Черниговской губернии) учтено было 120 дворов, в 1892—209. В XX веке работал колхоз имени И. В. Сталина, позднее им. 1 Мая.

## Население
Численность населения: 973 человека (1859 год), 1322 (1892), 655 человек (русские 99 %) в 2002 году, 687 в 2010.